# Helina insignis
Helina insignis är en tvåvingeart som först beskrevs av Seguy 1935.  Helina insignis ingår i släktet Helina och familjen husflugor.
Artens utbredningsområde är Madagaskar. Inga underarter finns listade i Catalogue of Life.